# Versöhnungskirche (Linz)

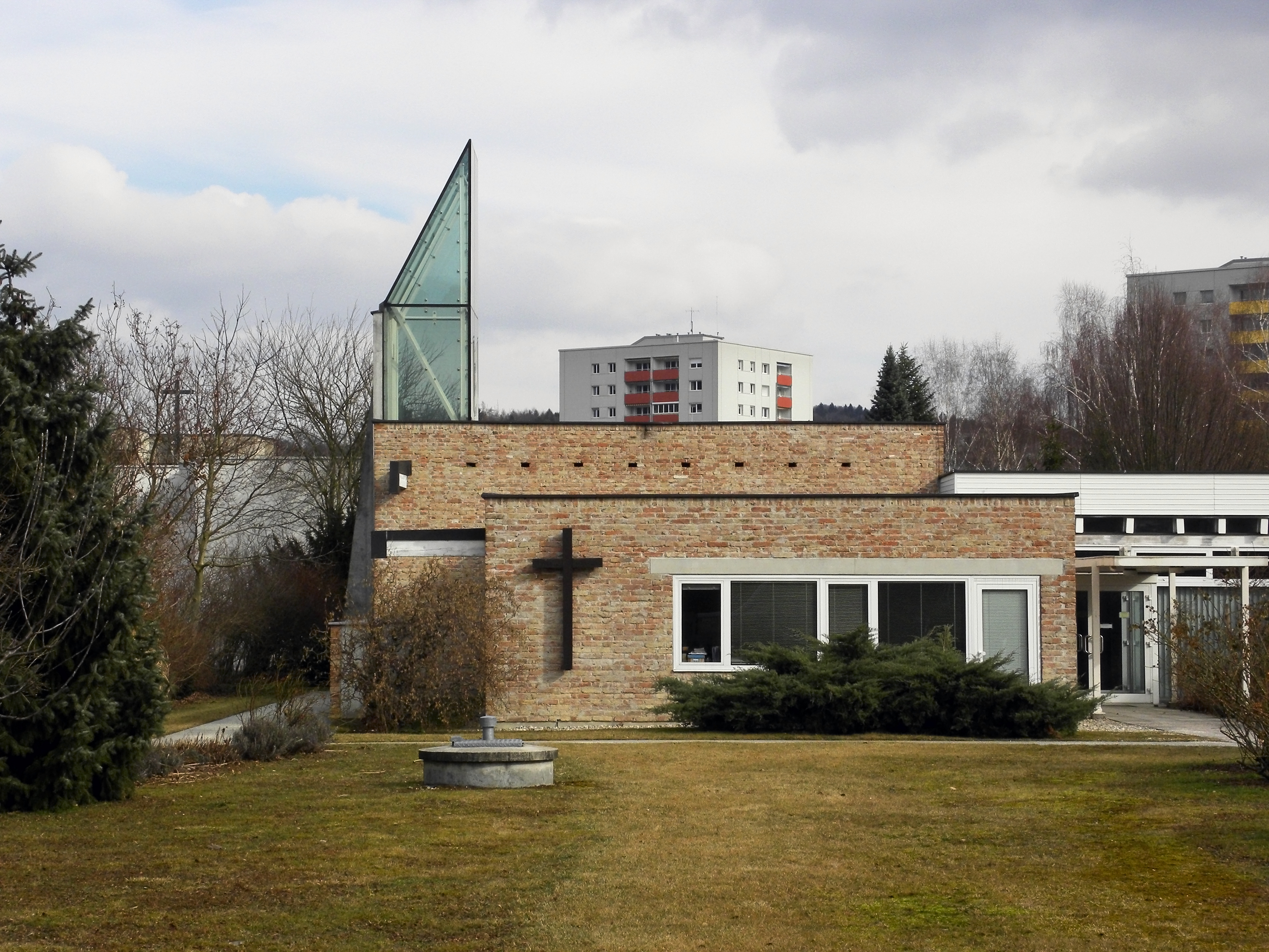
Versöhnungskirche (2012)

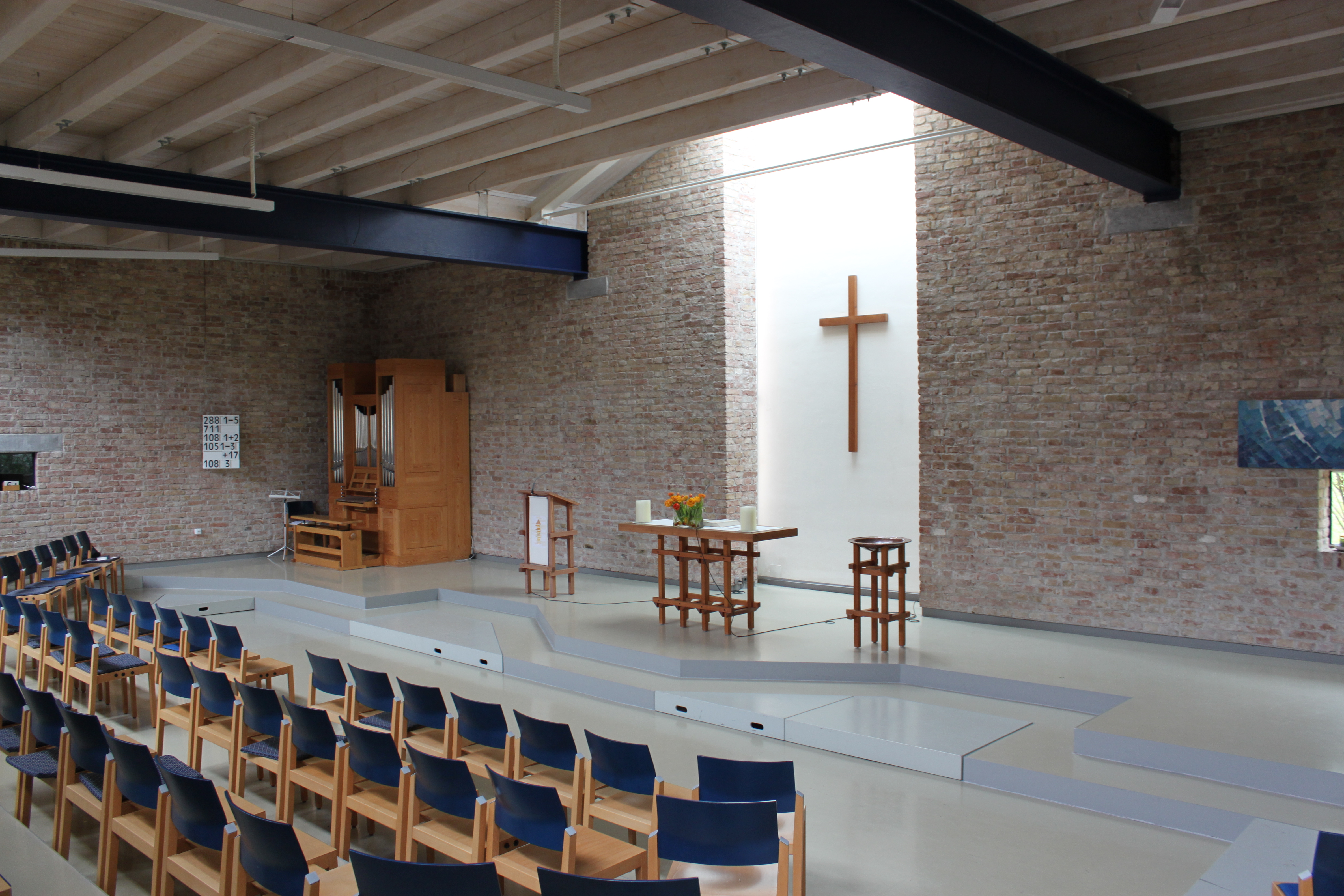
Innenraum mit Orgel

Die Versöhnungskirche ist ein evangelisch-lutherisches Kirchengebäude im statistischen Bezirk Dornach-Auhof in Linz, Oberösterreich.

## Geschichte
Die Kirche mit einem Gemeindezentrum wurde von 1996 bis 1997 nach den Plänen des Architekten Roland Rainer erbaut. Die zwei Bauten in Sichtziegelmauerwerk mit Flachdächern sind ein- bis zweigeschoßig und asymmetrisch gegliedert und werden mit einem Gang als Glas-Stahl-Konstruktion verbunden. Der rechteckige Kirchenbau wird von einer turmartig zart wirkenden Glas-Stahl-Konstruktion akzentuiert und überhöht, welche über einen Lichtschacht den Altarbereich mit Licht versorgt und heraushebt. Teils wurden in einem programmatisch-ökologischen Sinn alte Baumaterialien (Ziegel) verwendet, aber auch natürliche Baumaterialien wie Beton und Holz. Innen ruht die Flachdecke auf Unterzügen aus Stahl. Ein ornamentales Mosaik schuf 1998 der Maler und Mosaikkünstler Jindřich Vydra. Die Versöhnungskirche ist der letzte Sakralbau von Roland Rainer. Sie steht seit 2009 unter Denkmalschutz.

## Orgel

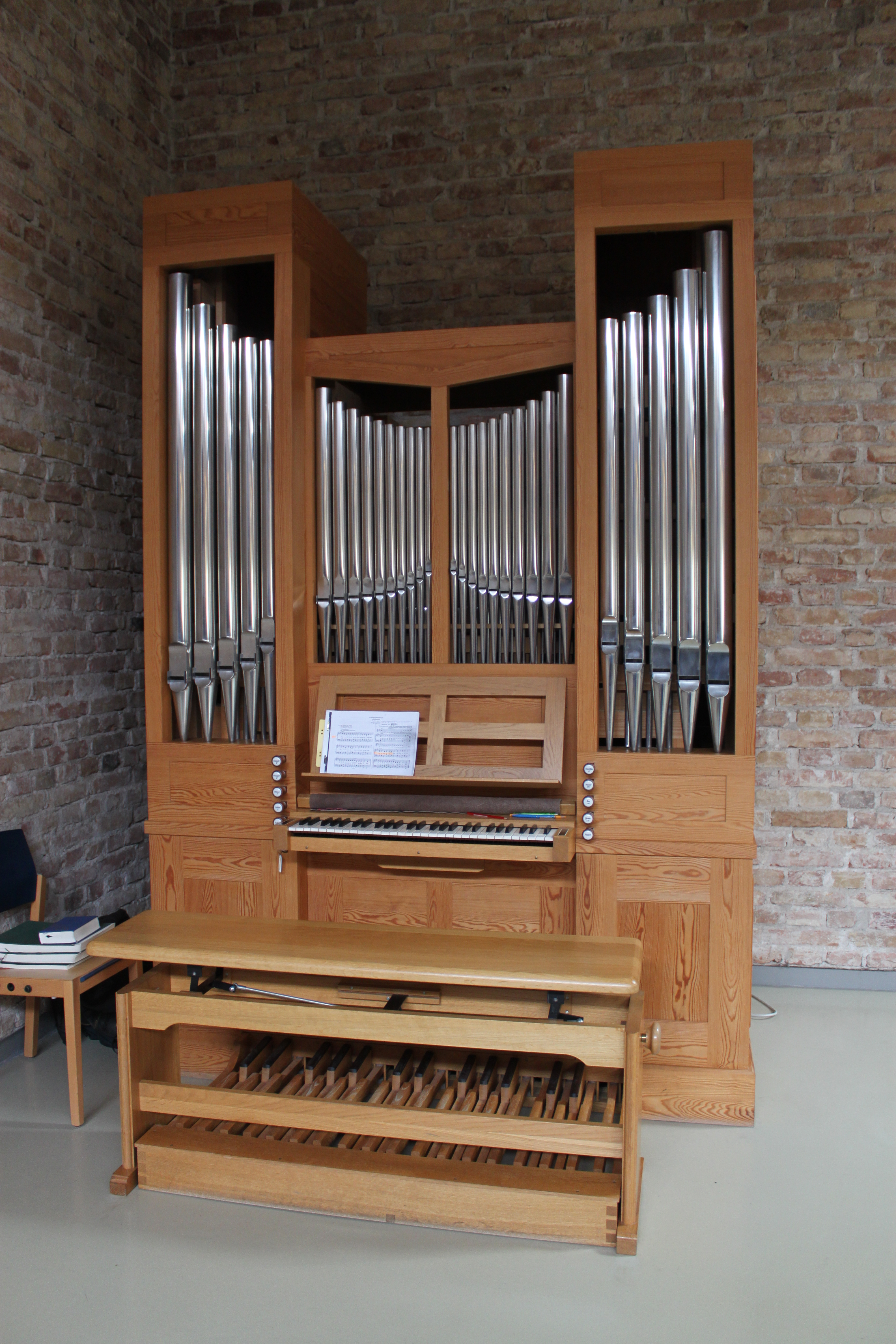
Orgel

Die einmanualige Orgel mit neun Registern baute Raimar Galter von der Giengener Orgelmanufaktur Gebr. Link aus Deutschland von 1998 bis 1999. Die Orgel besitzt die folgende Disposition:
| Manual C–g3 |           |        |
| 1.          | Gedeckt   | 8′     |
| 2.          | Prinzipal | 4′     |
| 3.          | Rohrflöte | 4′     |
| 4.          | Nasard    | 1 ⁄3′  |
| 5.          | Oktave    | 2′     |
| 6.          | Terz      | 1 3⁄5′ |
| 7.          | Quinte    | 1 ⁄3′  |
| 8.          | Sifflet   | 1′     |

| Pedal C–f1 |         |     |
| 9.         | Subbass | 16′ |

- Koppeln: I/P